# 27. вечити дерби у фудбалу
27. вечити дерби у фудбалу је фудбалска утакмица одиграна у Београду 30. октобра 1960. године, између Црвене звезде и Партизана. Утакмица се завршила резултатом 3 : 0 (1 : 0) за Партизан.